# Piotr Kropotkin
El príncep Piotr Kropotkin (rus: Пётр Алексе́евич Кропо́ткин)  (Moscou, 27 de novembre de 1842 (Julià) - Dmitrov, 8 de febrer de 1921) va ser geògraf i zoòleg, a banda de pensador polític rus, considerat un dels principals teòrics del moviment anarquista, en el qual va defensar la tesi del comunisme llibertari.

## Biografia

### Joventut
Kropotkin va néixer a Moscou el 9 de desembre del 1842, en una antiga família aristocrata russa. El seu pare, el príncep i major general Alexei Petrovich Kropotkin, era descendent de la dinastia ruríkida, concretament de la branca Smolensk, que havia governat Rússia abans de l'ascens dels Romanov. El pare de Kropotkin posseïa grans extensions de terra i prop de 1.200 serfs en tres províncies. La seva mare era filla d'un general cosac. Piotr tenia un germà gran, Alexander (1841-1890), que es va suïcidar. La seva mare va morir de tuberculosi l'any 1846. El pare vidu es va casar amb Yelizaveta Markovna Korandina el 1848.
El 1857, als 14 anys, Kropotkin va començar a estudiar al Corps de Pages de Sant Petersburg, on només 150 nois, la majoria fills de la noblesa pertanyents a la cort, eren educats en aquest cos privilegiat, que combinava el caràcter d'una escola militar dotada de drets exclusius i d'una institució judicial adscrita a la Casa Imperial. Les memòries de Kropotkin detallen els abusos de l'escola.
A Moscou, Kropotkin va desenvolupar el que esdevindria un interès per tota la vida per l'estat de la pagesia. Tot i la seva feina pel tsar Alexandre II va fer que Kropotkin fos escèptic sobre la reputació "liberal" del tsar, quan es va mostrar molt satisfet per la decisió del tsar d'emancipar els serfs el 1861. Els anys 1857–1861 es caracteritzen pel fort creixement de les forces intel·lectuals de Rússia, i Kropotkin va passar a ser influent en la nova literatura liberal-revolucionària, on expressava les seves pròpies aspiracions.
El 1862, Kropotkin un cop graduat de la Corps de Pages va ingressar a l'exèrcit tsarista. [24] Els membres del cos tenien el dret prescriptiu de triar el regiment al qual estarien adscrits. La tria de Kropotkin era la difícil ruta de servir en un regiment cosac a Sibèria oriental. [24] Durant algun temps, va ser ajudant de camp del governador de Transbaikal a Chita. Més tard va ser nomenat agregat per a afers cosacs pel governador general de Sibèria Oriental a Irkutsk. [25] Durant aquest període, va dirigir dues expedicions successives a Sibèria i a Manxúria, respectivament (on conegué antics companys de Mikhaïl Bakunin i llegí Proudhon), que van procurar coneixements geogràfics de gran valor, a més a més de fer una gran contribució científica sobre el desglaç.

### Expedicions a Sibèria
L'administrador a la que servia Kropotkin, el general Boleslar Kazimirovich Kukel, era un liberal i demòcrata que mantenia connexions personals amb diverses figures polítiques radicals russes exiliades a Sibèria. Entre ells, hi havia l'escriptor Mikhail Larionovitch Mikhailov, a qui Kropotkin (a les ordres de Kukel) va advertir una vegada sobre la investigació de la policia de Moscou sobre les seves activitats polítiques. Més tard, Mikhailov va donar al jove funcionari tsarista una còpia d'un llibre de l'anarquista francès Pierre-Joseph Proudhon, la que va ser la primera introducció de Kropotkin a les idees anarquistes. Posteriorment, Kukel va ser destituït del seu càrrec administratiu i va ser traslladat a esforços científics patrocinats per l'Estat.
El 1864, Kropotkin va acceptar una posició en una expedició de prospecció geogràfica, que travessava el nord de Manxúria des de Transbaikal fins a l'Amur, i més tard es va unir a una altra expedició pel riu Sungari, al cor de Manxúria. Les expedicions van donar valuosos resultats geogràfics. La impossibilitat d'obtenir reformes administratives reals a Sibèria van forçar Kropotkin a dedicar-se gairebé completament a l'exploració científica, en la qual va continuar tenint un gran èxit.
El 1867, Kropotkin va renunciar a la seva comissió a l'exèrcit i va tornar a Sant Petersburg, on va ingressar a la Universitat Imperial de Sant Petersburg per estudiar matemàtiques, esdevenint al mateix temps secretari de la secció de geografia de la Societat Geogràfica Russa. La seva sortida d'una tradició familiar de servei militar va provocar que el seu pare el desheretés.
Va explorar les glaceres de Finlàndia i Suècia en nom de l'esmentada agrupació des del 1871 fins al 1873. El 1873, va publicar una important contribució a la ciència, un mapa i un document on es mostrava que els mapes existents tergiversaven completament les característiques físiques d'Àsia: les línies estructurals principals eren de sud-oest a nord-est, no de nord a sud o d'est a oest com s'havia suposat anteriorment. Durant aquest treball, se li va oferir el secretariat de la Societat, però havia decidit que el seu deure no era treballar en nous descobriments, sinó ajudar a difondre el coneixement existent entre la gent en general. En conseqüència, va rebutjar l'oferta i va tornar a Sant Petersburg, on es va unir al partit revolucionari.
Mentre realitzava aquestes investigacions, també es va dedicar a estudiar els escrits dels principals teòrics de la política i començà a solidaritzar-se amb les penoses condicions dels camperols, alhora que entrava en contacte amb el moviment obrer. La seva lectura política, incloïa obres de pensadors liberals tan destacats com John Stuart Mill i Alexander Herzen. Tot això el va portar a declarar-se anarquista el 1872.

### Activisme
Kropotkin va visitar Suïssa el 1872 i es va convertir en membre de l'Associació Internacional dels Treballadors (IWA) de Ginebra i va participar al Cinquè Congrés de la Primera Internacional. No obstant això, va trobar que no li agradava l'estil de socialisme d'IWA. En lloc d'això, va estudiar el programa de la Federació del Jura a Neuchâtel i va passar temps en companyia dels principals membres i va adoptar el credo de l'anarquisme de l'ideòleg i company anarquista Mikhaïl Aleksàndrovitx Bakunin.
En tornar a Rússia, l'amic de Kropotkin, Dmitri Klements, el va presentar al Cercle de Txaikovski, un grup socialista creat el 1872. Kropotkin va treballar per difondre la propaganda revolucionària entre camperols i obrers i va actuar com a pont entre el Cercle i l'aristocràcia. Durant tot aquest període, Kropotkin va mantenir la seva posició dins de la Societat Geogràfica Russa per donar cobertura a les seves activitats.
El 1872, Kropotkin va ser arrestat i empresonat a la fortalesa de Sant Pere i Sant Pau acusat d'activitat política subversiva, com a resultat del seu treball amb el Cercle de Txaikovski. A causa de la seva trajectòria aristocràtica, va rebre privilegis especials a la presó, com el permís per continuar la seva tasca amb la Societat Geogràfica. Va lliurar el seu informe sobre l'Era de Gel el 1876, on va argumentar que havia tingut lloc en un passat no tan llunyà com es pensava inicialment.

### Exili
El 1876, just abans del seu judici, Kropotkin va ser traslladat a una presó de baixa seguretat de Sant Petersburg, de la qual va escapar amb l'ajut dels seus amics. La nit de la fugida, Kropotkin i els seus amics van celebrar la fuga sopant en un dels millors restaurants de Sant Petersburg, assumint correctament que la policia no pensaria buscar-los allà. Després d'això, va pujar a un vaixell i va fugir a Anglaterra. Després d'una breu estada allà, es va traslladar a Suïssa on es va unir a la Federació del Jura. El 1877 es va traslladar a París, on va ajudar a iniciar el moviment socialista. El 1878 va tornar a Suïssa on va editar el diari revolucionari de la Federació del Jura Le Révolté i va publicar diversos fulletons revolucionaris.
El 1881, poc després de l'assassinat del tsar Alexandre II, fou expulsat de Suïssa. Després d'una curta estada a Thonon (Savoia), va instal·lar-se a Londres gairebé un any, on va assistir al Congrés Anarquista del 14 de juliol de 1881, juntament amb altres delegats com Marie Le Compte, Errico Malatesta, Saverio Merlino, Louise Michel, Nicholas Tchaikovsky i Émile Gautier. Tot i respectar la "completa autonomia dels grups locals", el congrés va definir les accions de propaganda que tots podien seguir i va acordar que la propaganda escrita era el camí cap a la revolució social. [38] The Radical va informar que el congrés s'havia reunit el 18 de juliol on es van poder escoltar discursos de Marie Le Compte, l'anomenada "agitadora transatlàntica", Louise Michel i Kropotkin. Més tard, Le Compte i Kropotkin van fer xerrades al Club Socialdemòcrata Homerton i al Club Radical i Dialèctic de Stratford.
Kropotkin va tornar a Thonon a finals de 1882, on va ser arrestat pel govern francès, jutjat a Lió i condemnat per un magistrat del tribunal de policia (segons una llei especial aprovada a la caiguda de la Comuna de París) a cinc anys de presó, per la seva pertinença a la IWA. La Cambra baixa francesa va exigir repetidament el seu alliberament,fins que es va aconseguir el 1886. Llavors, va ser convidat al Regne Unit per Henry Seymour i Charlotte Wilson i tots tres van treballar al diari de Seymour The Anarchist. Poc després, Wilson i Kropotkin es van separar de l'anarquista individualista Seymour i van fundar el diari anarquista Freedom Press, que continua escrivint actualment. Kropotkin va ser un col·laborador habitual, mentre que Wilson va ser part integral de la gestió administrativa i financera del diari fins que va renunciar a la seva direcció el 1895. Kropotkin es va establir a prop de Londres, vivint a Harrow i Bromley, on hi havia la seva filla Alexandra nascuda el 15 d'abril de 1887. També va viure molts anys a Brighton. Mentre vivia a Londres, Kropotkin es va fer amic de diversos destacats socialistes de parla anglesa, inclosos William Morris i George Bernard Shaw.
El 1916, Kropotkin i Jean Grave van redactar un document anomenat Manifest dels Setze, que propugnava una victòria aliada sobre Alemanya i les seves aliades durant la Primera Guerra Mundial. Va ser partidari de l'imperialisme rus, ja que pensava que era necessari oposar-se a la política extremadament militarista de l'Imperi Alemany per generar un contrapès geopolític. A causa d'això, va ser criticat pels internacionalistes i per gran part del moviment anarquista, inclosos els seus propis amics.

### Retorn a Rússia
El 1917, després de la Revolució de Febrer, Kropotkin va tornar a Rússia després de 40 anys d'exili. La seva arribada va ser rebuda per desenes de milers de persones. Se li va oferir el ministeri d'educació al govern provisional, que va rebutjar ràpidament, sentint que treballar amb ells seria una violació dels seus principis anarquistes.
El seu entusiasme per la caiguda de l'Imperi rus va ser molt més quan els bolxevics van prendre el poder a la Revolució d'Octubre: "D'entre totes les activitats dels partits polítics revolucionaris actuals no hem d'oblidar mai que el moviment d'octubre del proletariat, que va acabar en una revolució, i s'ha demostrat al món que una revolució social es troba dins de les marges possibles. I aquesta lluita ha de tenir el suport de tots els mitjans; la resta és secundari. El Partit Bolxevik va fer bé d'adoptar el vell nom proletari de "Partit Comunista". Fins i tot si no aconsegueix tot el que voldria, il·luminarà el camí dels països civilitzats durant almenys un segle. Les seves idees seran adoptades lentament pels pobles de la mateixa manera que al segle xix el món va adoptar les idees de la Gran Revolució Francesa. Aquest és el colossal assoliment de la Revolució d'Octubre. […] Veig la Revolució d'Octubre com un intent de portar la Revolució de Febrer anterior a la seva conclusió lògica amb una transició al comunisme i al federalisme".
Tot i que va viure de prop la revolució, Kropotkin es va tornar cada vegada més crític amb els mètodes de la dictadura bolxevic i va expressar aquests sentiments per escrit: "Malauradament, aquests esforços s'han fet a Rússia sota una dictadura d'un partit fortament centralitzada. Aquests esforços es van fer de la mateixa manera que els esforços extremadament centralitzats i jacobins de Babeuf. Us he de dir amb franquesa que, segons el meu punt de vista, aquest esforç per construir una república comunista sobre la base d'un comunisme estatal fortament centralitzat amb la mà de ferro de la dictadura dels partits acabarà en fracàs. Estem aprenent a Rússia com no desenvolupar el comunisme, encara que hi hagi un poble cansat del vell règim i no s'oposi activament als experiments dels nous governants".

### Mort
Després d'un any vivint a Moscou, Kropotkin es va traslladar a la ciutat de Dmitrov el maig de 1918, on va morir de pneumònia el 8 de febrer de 1921. Va ser enterrat al cementiri Novodévitxi de Moscou. Milers de persones van marxar en el seu funeral, fins i tot, amb l'aprovació de Vladimir Lenin, grups anarquistes que portaven pancartes amb consignes antibolxevics. L'enterrament va ser última manifestació pública d'anarquistes a la Rússia soviètica, on van sentir-se discursos d'Emma Goldman i Aron Baron. En algunes versions de la mini-biografia La conquesta del pa de Kropotkin, s'afirma que aquesta seria l'última vegada que es permetria als partidaris de Kropotkin reunir-se lliurement en públic.
El 1957, l'estació Dvorets Sovetov del metro de Moscou va passar a anomenar-se Kropotkinskaya en honor seu.

## Pensament

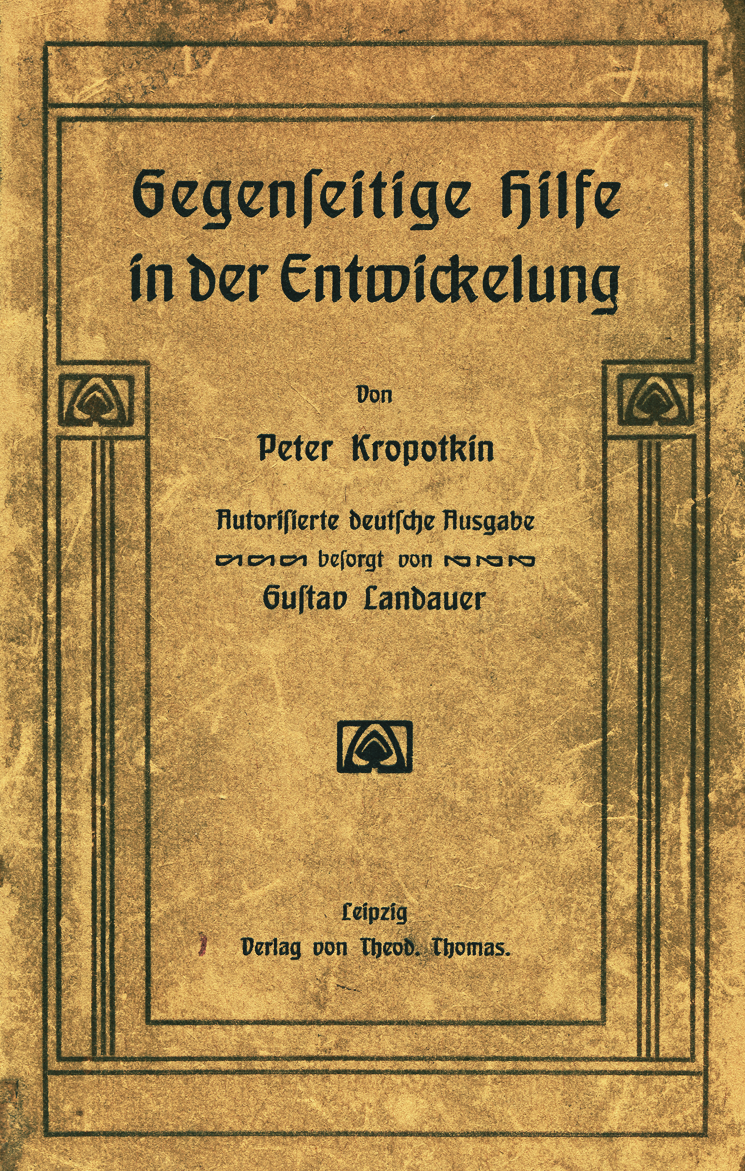
Portada del llibre L'ajuda mútua: un factor en l'evolució en la seva primera edició en alemany traduïda per Gustav Landauer i publicada l'any 1904.

Fins a aquell moment, en les bases de l'anarquisme, trobàvem la col·lectivització dels mitjans de producció, gestionats aquests per societats obreres. També trobàvem un salari segons allò realitzat per cadascú/na i la desaparició de l'estat i del govern. Eren idees arribades gràcies a les aportacions de Proudhon, de Guillaume, de Mikhaïl Bakunin… Però l'aparició de Kropotkin en l'escenari europeu proporciona a l'anarquisme la consistència ideològica que li faltava.
El tema central dels nombrosos treballs de Kropotkin va ser l'abolició de tota forma de govern en favor d'una societat que es regís exclusivament pel principi de l'ajuda mútua (títol d'un dels seus llibres) i la cooperació, sense necessitat d'institucions estatals. Aquesta societat ideal (comunisme anarquista o anarcocomunisme) seria l'últim pas d'un procés revolucionari que passaria abans per una fase de col·lectivisme (l'anarcocol·lectivisme, teoria en certs aspectes propera al tipus de comunisme plantejat aquí). El seu ideari anarcocomunista es basava en principis com ara el de "a cadascú segons la seva necessitat, de cadascú segons la seva capacitat", en contra del que pensava Mikhaïl Bakunin. Probablement el seu llibre més important per al pensament anarquista sigui La conquesta del pa (1888).

### Els tres eixos
Kropotkin va basar el seu pensament a l'entorn de tres eixos:
1. Com organitzar la producció i el consum en una societat lliure?: mitjançant la col·lectivització dels mitjans de producció i els béns obtinguts, juntament amb una racionalització de l'economia i la creació de la comuna autosuficient (la comuna suprimeix les diferències camp-ciutat, crea una descentralització industrial i també suprimeix la divisió del treball). A més, contràriament al capitalisme, no regeix el principi de màxim benefici individual, sinó un principi més just i igualitari: "a cadascú, segons el seu treball". Tot se sustenta en el suport mutu (segon eix).
2. Ajuda mútua: En el suport mutu resideix una interpretació més àmplia de l'evolucionisme darwinià: Kropotkin demostra que la cooperació i l'ajuda recíproca són pràctiques comunes i essencials en la naturalesa humana. Si es renuncia a la solidaritat per la cobdícia, hom cau en la jerarquització social i el despotisme.
3. Concepció moral i ètica (tercer eix): Només una moral basada en la llibertat, la solidaritat i la justícia pot superar els instints destructius que també formen part de la naturalesa humana. En tot cas, la ciència ha de ser la guia dels fonaments ètics i no els principis sobrenaturals. La investigació de les estructures socials ha de produir el coneixement de les necessitats humanes, base per al desenvolupament d'una societat lliure.

El comunisme llibertari de Kropotkin es va enfrontar de vegades amb les tesis proudhonianes i bakunistes.

### Ajuda mútua
Al seu llibre La conquesta del pa de 1892, Kropotkin va proposar un sistema d'economia basat en intercanvis mutus realitzats en un sistema de cooperació voluntària. Creia que en una societat prou desenvolupada socialment, cultural i industrial per produir tots els béns i serveis que necessita, sense cap obstacle, com la distribució preferencial, la fixació de preus o l'intercanvi monetari, per evitar que tothom tingui el que necessita. Va donar suport a l'abolició de diners o fitxes de canvi.
Kropotkin creia que el model econòmic col·lectivista de Mikhail Bakunin era només un sistema salarial amb un nom diferent i que aquest sistema generaria el mateix tipus de centralització i desigualtat que un sistema salarial capitalista. Va afirmar que era impossible determinar el valor de les contribucions d'un individu als productes del treball social i pensava que qualsevol persona que estigués en una posició d'intentar definir aquest sistema exerciria l'autoritat sobre la resta.
Segons Kirkpatrick Sale, "[amb] Ajuda mútua especialment, i més tard amb Camps, Fàbriques i Tallers, Kropotkin va ser capaç d'allunyar-se de les limitacions absurdes de l'anarquisme individual i l'anarquisme sense lleis que havien florit durant aquest període i va proporcionar una visió de l'anarquisme comunitari, seguint els models de comunitats cooperatives independents que va descobrir mentre desenvolupava la seva teoria de l'ajuda mútua. Era un anarquisme que s’oposava a les lleis centralitzades del govern i de l'estat com ho feia l'anarquisme tradicional, però entenia que a petita escala, comunitats, comunes i cooperatives podrien proporcionar als humans una vida material rica i àmplies zones de llibertat sense control centralitzat".

### Naturalista

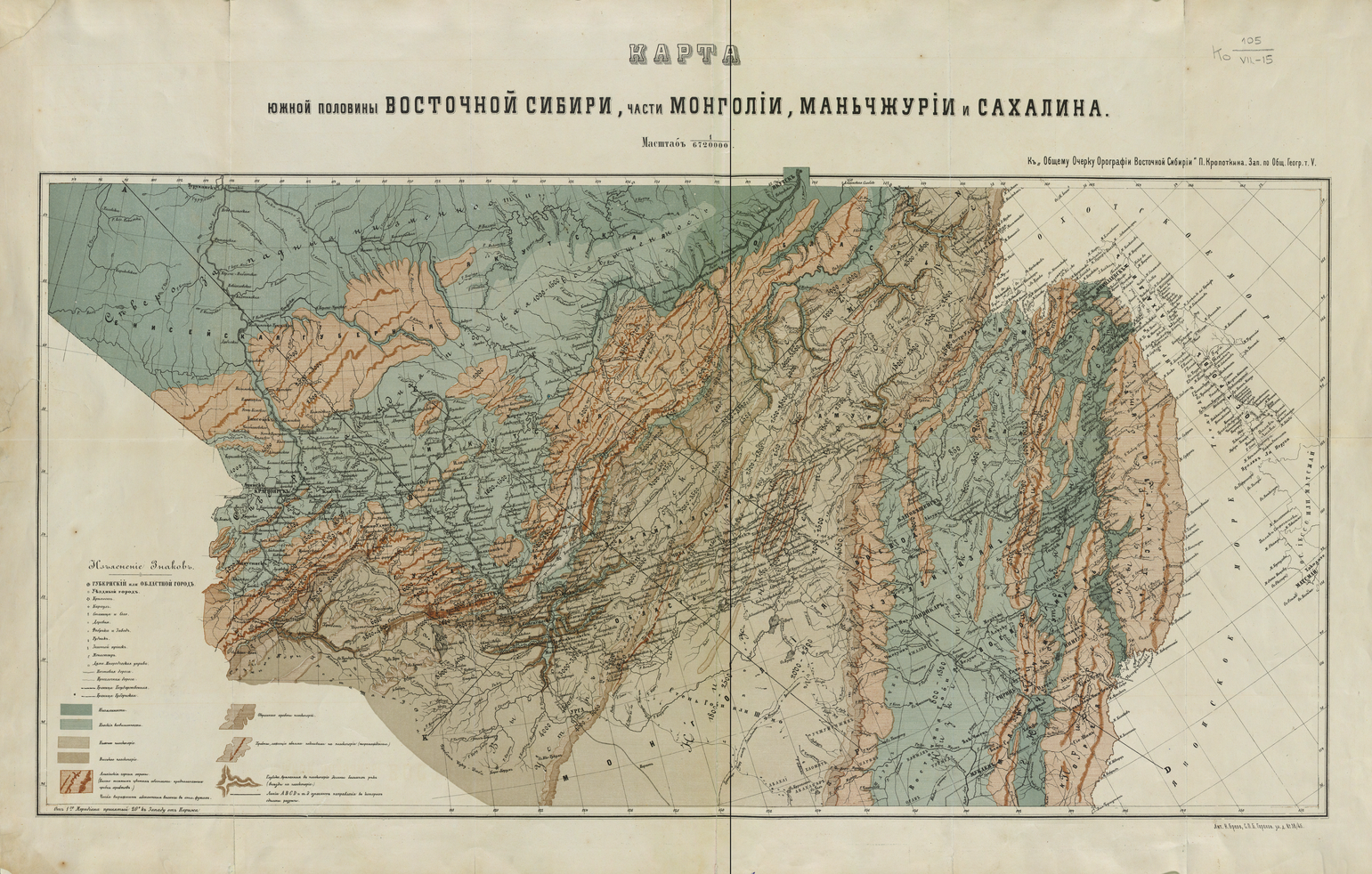
"Mapa de la meitat meridional de Sibèria oriental i parts de Mongòlia, Manxúria, i Sakhalin: Per un esbós general de l'orografia de Sibèria Oriental", va ser fet per Kropotkin el 1875.

En el seu vessant de naturalista, va plantejar la importància de la cooperació com a factor clau en l'evolució, paral·lel a la competència. El seu treball més famós, L'ajuda mútua, escrit a partir de les seves experiències en les expedicions científiques durant la seva estada a Sibèria, critica les idees de Thomas Henry Huxley i Herbert Spencer (pare del darwinisme social), que basaven la selecció natural en la lluita entre individus.
Les seves obres van ser escrites tant en anglès com en francès, i aviat es van popularitzar en altres idiomes. Actualment, n'hi ha exemplars en multitud de llengües.

### Violència
El 1880, va defensar la crida a l'assassinat a Le Révolté: "La nostra acció ha de ser una revolta permanent per la paraula, per la paraula escrita, per la daga, l'arma, la dinamita […] Som coherents i fem servir qualsevol arma a l'hora de revoltar-nos. Tot és bo per a nosaltres, encara que no sigui legal".
El 1905, però, tempera les seves declaracions a l'Enciclopèdia Britànica on evoca el període de propaganda pel fet: “Cap al 1890, quan la influència dels anarquistes comença a sentir-se en les vagues, en les manifestacions de l'1 de maig on va desenvolupar-se la idea d'una vaga general reclamant la jornada laboral de vuit hores i en la propaganda antimilitarista de l'exèrcit; els assistents van ser perseguits violentament [...]. Els anarquistes van respondre a aquestes persecucions amb actes de violència que, al seu torn, van ser perseguits des de dalt i per altres actes de venjança des de baix. El públic va mantenir la impressió que la violència era innerent a l'anarquisme, una idea rebutjada pels seus partidaris, que creuen que en realitat la violència és utilitzada per qualsevol grup en funció de si la seva acció es veu obstaculitzada per la repressió i actuen fora de la llei".
Kropotkin subratlla que la violència no és anarquisme, al contrari, ja que "només hi ha un partit coherent i que intenta suprimir la violència en les relacions entre homes, exigint l'abolició de la pena de mort, l'abolició de totes les bastilles, l'abolició del dret mateix d'un home a castigar un altre home. És el partit anarquista”. Kropotkin condemnava l'ús del terror en el procés revolucionari, ja que "el terror organitzat i legalitzat, en realitat, només serveix per forjar cadenes per al poble. Mata la iniciativa individual, que és l'ànima de les revolucions; perpetua la idea d'un govern fort i obedient; prepara la dictadura de qui posarà les mans al tribunal revolucionari i sabrà manejar-lo, amb astúcia i prudència, en el seu propi interès".

## Obra
Llibres: 
- Paraules d'un rebel (1885)
- Les presons (1887)
- La conquesta del pa (1888)
- Camps, fàbriques i tallers (1899)
- Memòries d'un revolucionari (1899)
- El suport mutu: un factor d'evolució (1902, traduïda al català per Alba Padrós a Virus Editorial, 2021, ISBN 9788417870072)
- La ciència moderna i l'anarquisme
- La literatura russa (1905)
- El terror a Rússia (1909)
- La Gran Revolució (Història de la Revolució francesa, 1789 - 1793) (1909)
- Ètica, origen i evolució (1924)
- Memòries d'un revolucionari (autobiografia)
- Origen i evolució de la moral

Pamflets:
- Una apelació als joves (1880)
- Comunisme i anarquisme (1901)
- Anarcocomunisme: Bases i principis (1887)
- El poble industrial del futur (1884)
- Llei i autoritat (1886)
- L'arribada de l'anarquisme (1887)
- La posició de l'anarquisme en l'evolució social (1886)
- El sistema de salaris (1920)
- La Comuna de París (1880)
- Moral anarquista (1898)
- Expropiació
- La Gran Revolució Francesa i les seves ensenyances (1909)
- Procés sobre socialisme (1887)
- Són les presons necessàries? (1887)
- La Guerra que ve (1913)
- Guerra i Capitalisme (1914)
- Govern revolucionari (1892)
- Les bases científiques de l'anarquisme (1887)
- La presó de Sant Petersburg (1883)
- Advertència als que volen emigrar (1893)
- Alguns dels recursos del Canadà (1898)
- Anarquisme: filosofia i ideals (1896)
- Estudis revolucionaris (1892)
- Acció directe de l'evolució (1920)
- La crisi actual de Rússia (1901)
- L'esperit de revolta (1880)
- L'estat: El seu rol històric (1897)
- Guerra! (1914)